# Estación de Tréveris

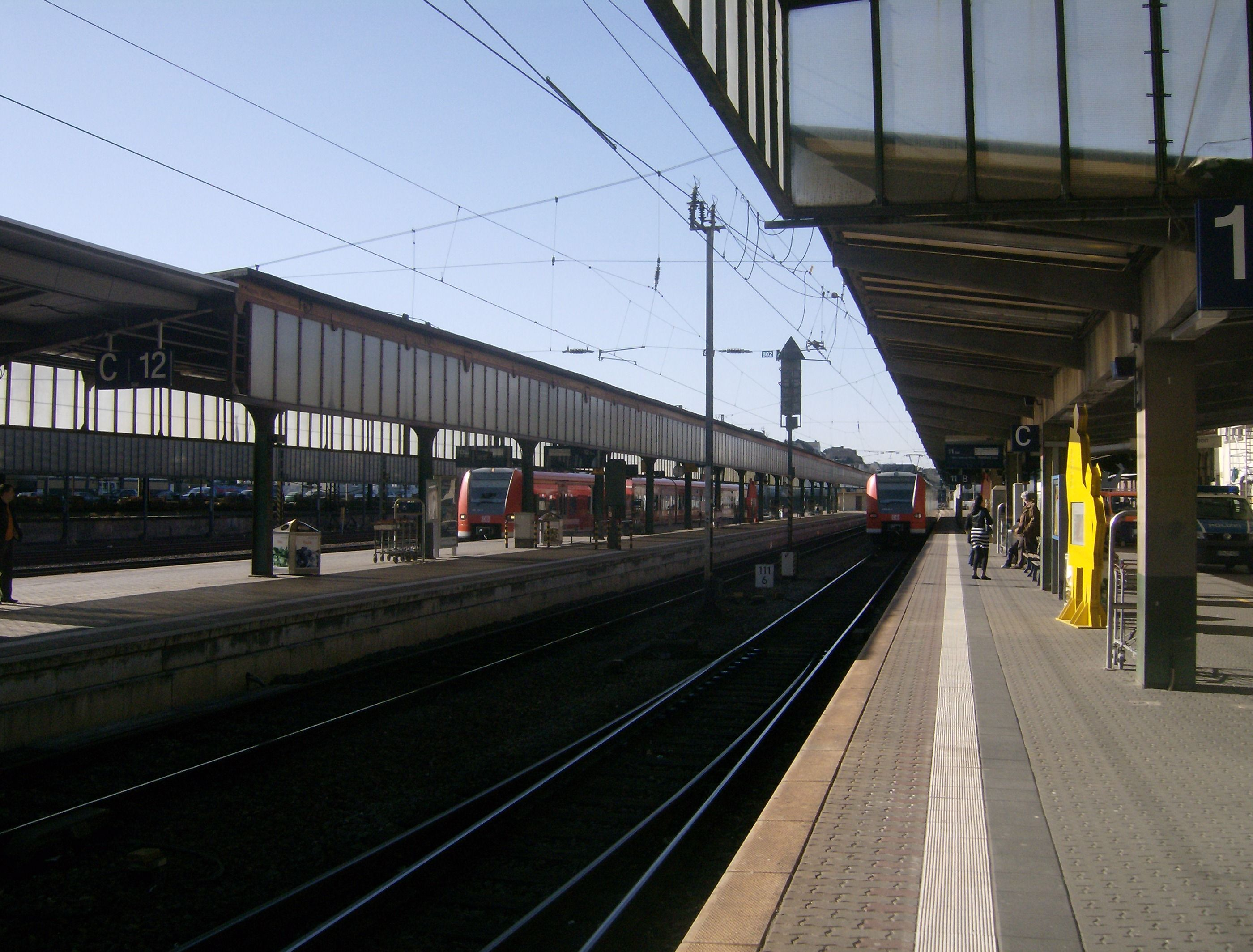
Andenes de la estación.

La estación de Tréveris es una estación de ferrocarril de la ciudad de Tréveris en el estado de Renania-Palatinado en Alemania.

## Historia

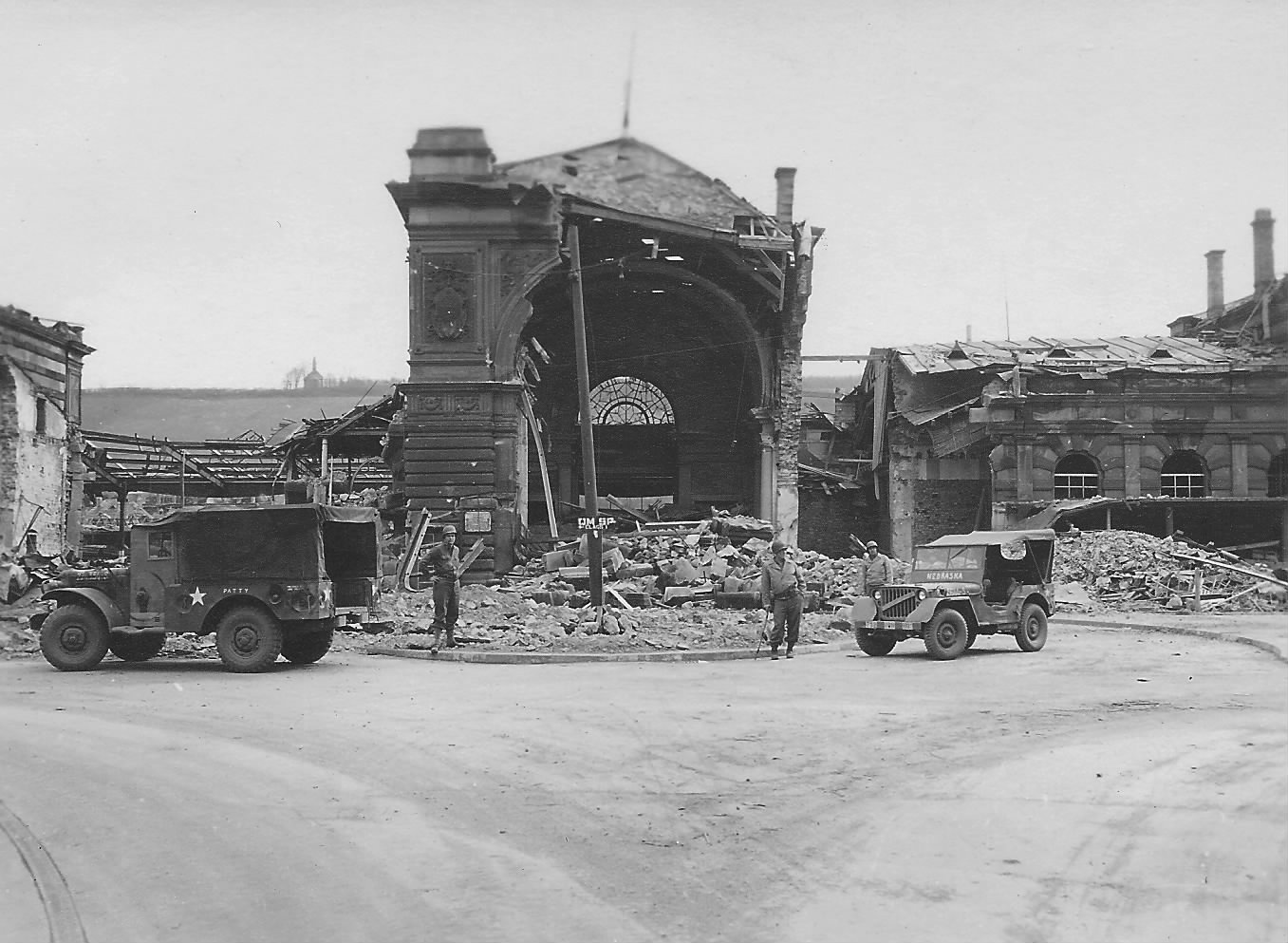
La estación en 1945.

Durante la Segunda Guerra Mundial la antigua estación fue bombardeada y destruida. El edificio de la actual estación se construyó entre los años 1950 y 1953.

## Servicio al viajero

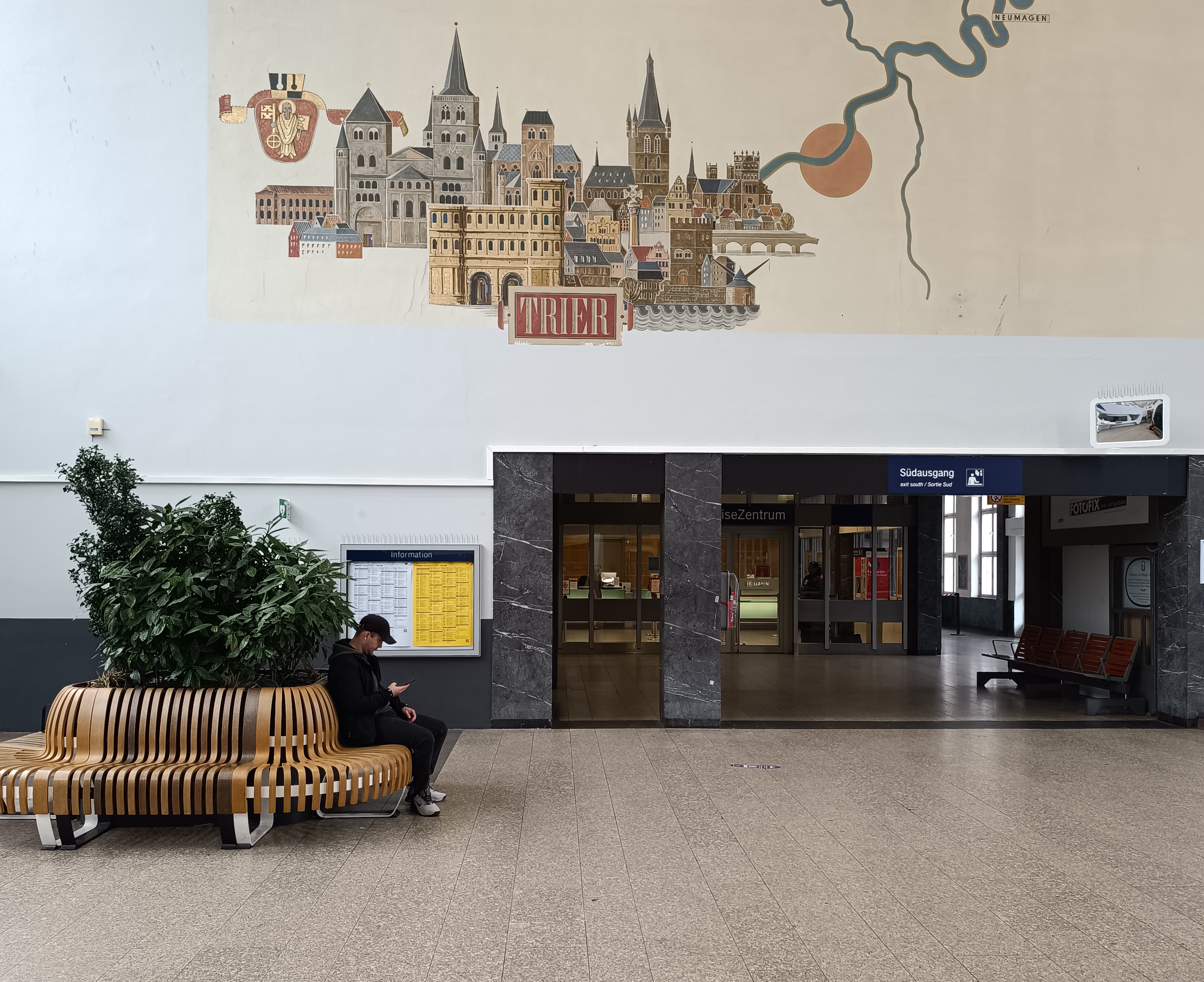
Vestíbulo decorado con monumentos de la ciudad.

### Servicios
Tréveris cuenta con trenes cada hora que la conectan con Luxemburgo, Coblenza y Saarbrücken, cada dos horas con Mannheim y una vez al día con Colonia en trenes Regional-Express, y cada hora con trenes Regionalbahn hacia Colonia, Saarbrücken y Coblenza .
Los fines de semana, los vagones X 73900 ofrecen un servicio entre Metz y Trier a través de Thionville y Apach, con dos viajes de ida y vuelta al día (uno por la mañana y otro por la tarde).
De 2005 a 2011, un ICE conectaba diariamente Tréveris con Berlín . Fue apodado popularmente "Kasterexpress", en referencia a Bernhard Kaster, miembro local del Bundestag.
Tréveris cuenta con trenes TGV inOui cada hora que la conectan con París, Luxemburgo y Coblenza.